# 無賴派
無賴派，又稱新戏作派，是日本在第二次世界大戰後，一群反俗、反權威、反道德的作家的總稱，他们没有形成严密的文艺团体，没有统一专门的杂志或机关刊物。

## 作家
無象徵的同人誌，也不是範圍明確、具體的集團。只是因为在社会秩序混乱和价值体系崩溃的战后那个特殊年代，坂口安吾、太宰治、織田作之助、石川淳、伊藤整、高見順、田中英光、檀一雄等人的作品风格正好呈现出相同的特征和倾向，被日本评论界和文学界统一冠上了“无赖派”的头衔。他们有着反抗权威的意识，对生活采取自嘲甚至自虐的态度，专写病态和阴郁的东西，且有一定的颓废倾向。

## 相关作品
坂口安吾的《白痴》、《在樱花盛开的树林下》；太宰治的《斜阳》、《人间失格》；石川淳的《废墟中的上帝》、《黄金传说》；田中英光的《野狐》等。

## 作品影响
在战后社会秩序混乱和价值体系崩溃的特殊年代，无赖派的出现填补了战后的文学空白，体现了战后人们生存的窘境和无望，对读者（尤其是青年读者）产生了巨大的影响。

## 脚注
1. ↑  （日語）『純血無頼派の生きた時代』の 青山 光二 さん （2001年8月16日取材） （页面存档备份，存于） 全国書店ネットワーク e-hon

## 關連項目
- 放蕩主義
- 頹廢派
- 丧文化